# Tratado de Nöteborg
El Tratado de Nöteborg, también conocido como el Tratado de Oréshek, es el nombre convencional otorgado al tratado de paz que fue firmado en la fortaleza Oréshek (en sueco, Nöteborg) el 12 de agosto de 1323. Fue el primer acuerdo entre Suecia y la República de Nóvgorod que regulaba sus fronteras. Tres años más tarde, Nóvgorod firmó el Tratado de Nóvgorod con los noruegos.

## Nombre
En el momento en que fue firmado, el tratado no tenía un nombre especial, pues fue simplemente denominado una "paz permanente" entre las partes. Las publicaciones de lengua inglesa contemporáneas más a menudo utilizan el nombre de "Tratado de Nöteborg" para referirse a él, que son una traducción directa de Nöteborgstraktaten como ha sido convencionalmente referido el tratado en la literatura de lengua sueca. Asimismo, "Tratado de Oréshek" es una traducción similar del ruso Ореховский мир. Tanto "Nöteborg" como "Oréshek" son nombres antiguos de una fortaleza en Shlisselburg (óblast de Leningrado), usada respectivamente por suecos y rusos.
Recientemente, la denominación "Tratado de Pähkinäsaari" ha aparecido en algunas publicaciones de lengua inglesa, como una traducción directa del nombre contemporáneo en finés del tratado: Pähkinäsaaren rauha. "Pähkinäsaari" fue el nombre finés para la isla donde fue construida la fortaleza.

## Contenidos

El límite definido por el Tratado de Nöteborg muestra los pueblos y castillos de Turku (Åbo) y Víborg. El mapa representa una interpretación tradicional de este tema muchas veces disputado.